# Prêmio de Críticos de Cinema de Xangai
O Prêmio de Críticos de Cinema de Xangai é um evento anual que homenageia a excelência no cinema chinês por uma organização de críticos de cinema da Associação de Críticos de Cinema de Xangai e do Museu de Cinema de Xangai. Este evento é o único prêmio de críticos na China continental. O primeiro evento anual foi realizado em 1991 e desde então tem sido realizado anualmente. De 1991 a 1993, eles selecionaram apenas dez filmes premiados. Selecionam os dez melhores filmes do ano e os melhores diretores, atores e atrizes.

## Prêmios
- Melhor Diretor
- Melhor Ator
- Melhor Atriz
- Filme com Mérito
- Melhor Novo Diretor
- Melhor Novo Ator
- Melhor Nova Atriz